# Boy Kill Boy
Boy Kill Boy fue una banda inglesa de indie rock radicada en Leytonstone, al este de Londres. El nombre de la banda surgió por idea del vocalista, es una modificación al nombre de una banda llamada "Boy Called Roy".
Su sonido forma parte de la reciente escena musical inglesa mezclando indie rock y post-punk.

## Historia
En mayo del 2005 fue lanzado su primer sencillo debut llamado "Suzie" por el sello discográfico Fierce Panda. En el verano la banda abrió el festival Reading and Leeds Festivals. El segundo sencillo salió más tarde ese año bajo el nombre "Civil Sin" y esta canción fue puesta en Zane Lowe's "Hottest Track In The World Today" (las mejores canciones del mundo actual). En el 2006 su sencillo "Back Again" (lanzado el 13 de febrero) alcanzó el #26 en la lista de popularidad en el Reino Unido y el relanzado sencillo "Suzie" el 16 de mayo alcanzó el #17. El primer álbum Civilian fue lanzado el 22 de mayo de 2006 y entró en la lista de popularidad del Reino Unido en el número #16.
El lanzamiento de Fierce Panda, "Suzie" apareció en el videojuego de fútbol callejero Fifa Street 2, lanzado en el invierno del año 2006. "Civil Sin" apareció en la banda sonora del videojuego de soccer FIFA 07. También su sencillo "Back Again" aparece en el videojuego Test Drive Unlimited.
El 31 de marzo de 2008 lanzaron su último disco Stars and the Sea. Ese mismo año, la banda se separa, según los rumores, debido a las bajas ventas de su último disco.

## Miembros
- Chris Peck – voz principal, guitarra
- Kevin Chase – bajo, guitarra
- Aldo Luna Victoria – teclados
- Shaz Mahmood – batería

## Discografía

### Álbumes de estudio
| Año  | Detalles del álbum                                                                                  | Posición en las listas | Certificación (es) (ventas) |
| Año  | Detalles del álbum                                                                                  | UK                     | Certificación (es) (ventas) |
| ---- | --------------------------------------------------------------------------------------------------- | ---------------------- | --------------------------- |
| 2006 | Civilian - Fecha de Lanzamiento: 22 de mayo de 2006 - Discográfica: Universal Music Group           | 16                     | - UK: Plata                 |
| 2008 | Stars and the Sea - Fecha de Lanzamiento: 31 de marzo de 2008 - Discográfica: Universal Music Group | 98                     |                             |

### Sencillos
| Año                                   | Sencillo                | Posición peak en los charts | Álbum             |
| Año                                   | Sencillo                | UK                          | Álbum             |
| ------------------------------------- | ----------------------- | --------------------------- | ----------------- |
| 2005                                  | "Suzie"                 | 130                         | Civilian          |
| 2005                                  | "Civil Sin"             | –                           | Civilian          |
| 2006                                  | "Back Again"            | 26                          | Civilian          |
| 2006                                  | "Suzie" (relanzado)     | 17                          | Civilian          |
| 2006                                  | "Civil Sin" (relanzado) | 44                          | Civilian          |
| 2006                                  | "Shoot Me Down"         | 63                          | Civilian          |
| 2007                                  | "No Conversation"       | –                           | Stars and the Sea |
| 2008                                  | "Promises"              | 121                         | Stars and the Sea |
| "—" denota que no entró en los charts |                         |                             |                   |